# GeoMaud-Expedition

Logo der GeoMaud-Expedition

Die GeoMaud-Expedition war eine von der Bundesanstalt für Geowissenschaften und Rohstoffe durchgeführte Expedition in das zentrale Dronning Maud Land mit internationaler Beteiligung. Die geologischen und geophysikalischen Arbeiten konzentrierten sich auf einen seit den frühen 1960er Jahren nicht mehr besuchten Bereich des Dronning Maud Landes, der an der Nahtstelle von Ost- und Westgondwana liegt und dadurch für das Verständnis der Gebirgsbildungen die bei der Entstehung von Superkontinenten und die Rekonstruktion von Gondwana und des älteren Superkontinentes Rodinia eine wichtige Rolle spielt.
Die Expedition begann in Kapstadt am 10. November 1995 und endete auch dort am 18. März 1996.

## Hintergrund und Planung
Die GeoMaud-Expedition in das zentrale Dronning Maud Land (im Wesentlichen die Gebirgsketten des Wohlthatmassivs und der Orvinfjella) ging auf eine Initiative der Akademie der Wissenschaften der DDR in den späten 1980er Jahren zurück und war ursprünglich für den Südsommer 1990/91 geplant. Das vorgesehene wissenschaftliche Personal war in der Polarabteilung des Zentralinstitutes für Physik der Erde in Potsdam angesiedelt. Im Rahmen der 4. Antarktisexpedition der DDR sollten, ausgehend von der Georg-Forster-Station in der Schirmacher-Oase, geologische Arbeiten im Wohlthatmassiv durchgeführt werden. Infolge der deutschen Wiedervereinigung und den damit einhergehenden Veränderungen der Forschungsinstitutionen in der ehemaligen DDR konnte eine Expedition mit stark reduziertem Programm unter logistischer Leitung des Alfred-Wegener-Institutes erst im darauffolgenden Südsommer 1991/92 stattfinden. Mit der Übernahme einiger Wissenschaftler der Polarabteilung des ZIPE in die BGR, wurde dort die Idee einer groß angelegten Expedition in die wenig erforschten Regionen des zentralen Dronning Maud Landes ab 1991 vorangetrieben.

## Wissenschaftliche Fragestellungen
Die Zielregion war in den frühen 1960er Jahren im Rahmen sowjetischer Expeditionen besucht worden. Hierbei standen vor allem petrologische Untersuchungen und die noch im Frühstadium ihrer Entwicklungen steckenden radiometrischen Altersuntersuchungen im Vordergrund, die aber nur einen Nachweis einer Aufheizung der Kruste infolge eines weitreichenden Magmatismus vor 500 Millionen Jahren erbrachten. Aufgrund vergleichender Untersuchungen mit ähnlich aufgebauter Kruste auf anderen Kontinenten, nahmen die sowjetischen Forscher ein möglicherweise archaisches Krustenalter an. Da die Forschungen der 1960er Jahre mit Flugzeugen durchgeführt worden waren, beschränkten sich die Untersuchungen außerdem auf die Umgebung geeigneter Landepisten.
Für die neuen Untersuchungen wurde eine möglichst flächendeckende geologische und geophysikalische Neuaufnahme vorgesehen, die bei der Klärung einer Reihe von Fragen beitragen sollten:
- Alter und Aufbau der Erdkruste in diesem Sektor Antarktikas,
- der weitere Verlauf des ca. 1 Milliarde Jahre alten Gebirgsgürtels in der Region, der durch frühere Arbeiten aus dem westlichen Dronning Maud Land bekannt ist,
- Auswirkungen der metamorphen Überprägung der Kruste vor etwa 500 Millionen Jahren bei der Kollision West- und Ostgondwanas, sowie die dabei herrschenden Druck- und Temperaturbedingungen,
- Magmatismus im Zusammenhang mit der Gebirgsbildung vor 500 Millionen Jahren,
- Paläomagnetische Untersuchungen zur Bestimmung der Drift der antarktischen Platte,
- Magmatismus im Zusammenhang mit dem seit dem Jura beginnenden Zerfall Gondwanas,
- Geschichte der Vergletscherung im Känozoikum,
- Derzeitige Eisbedeckung und Topographie des Felsuntergrundes unter dem Inlandeis.

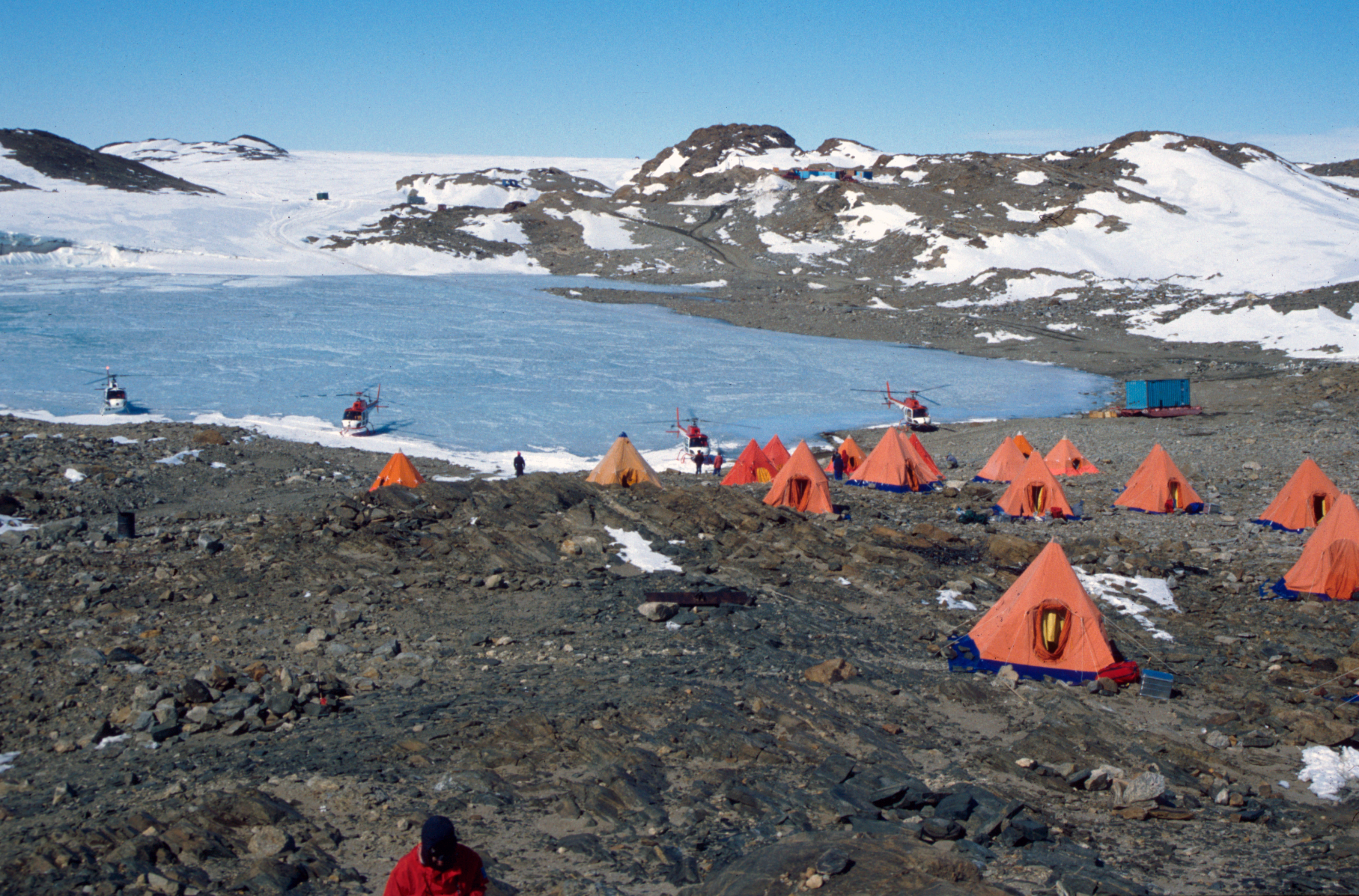
Basiscamp der GeoMaud-Expedition in der Schirmacheroase

## Durchführung
Die Expedition GeoMaud wurde von der BGR in Zusammenarbeit mit dem Alfred-Wegener-Institut (AWI), sowie deutschen und ausländischen Forschungsinstituten durchgeführt. Die GeoMaud-Expedition bestand neben einer Landgruppe unter der Leitung von Hans-Jürgen Paech auch aus einer marinen Gruppe unter der Leitung von Karl Hinz, die seeseismische Untersuchungen im Südpolarmeer mit Hilfe der Schiffe POLAR QUEEN und NEMCHINOV durchführten.
Die Landgruppe bestand aus 23 Wissenschaftlern nahezu aller geowissenschaftlicher Disziplinen, die sich aus der BGR, dem AWI, VNIIOkeanologiya St. Petersburg und den Hochschulen Aachen, Bremen, Dresden, Freiburg, Münster, Siena und Turin rekrutierten. Ihnen standen 18 Personen Funktionspersonal (Helikopterbesatzungen, Funker, Bergführer usw.) aus Australien, Deutschland, Neuseeland und Österreich zur Seite. Logistisch eng mit GeoMaud verzahnt waren außerdem ein photogrammetrisches Programm zur Vorbereitung von EPICA (European Polar Ice Coring in Antarctica) und die Entsorgung der ehemaligen DDR-Station Georg-Forster in der Schirmacher-Oase durch das AWI, ein Teil des Personals reiste ebenfalls mit dem Expeditionsschiff an und ab.

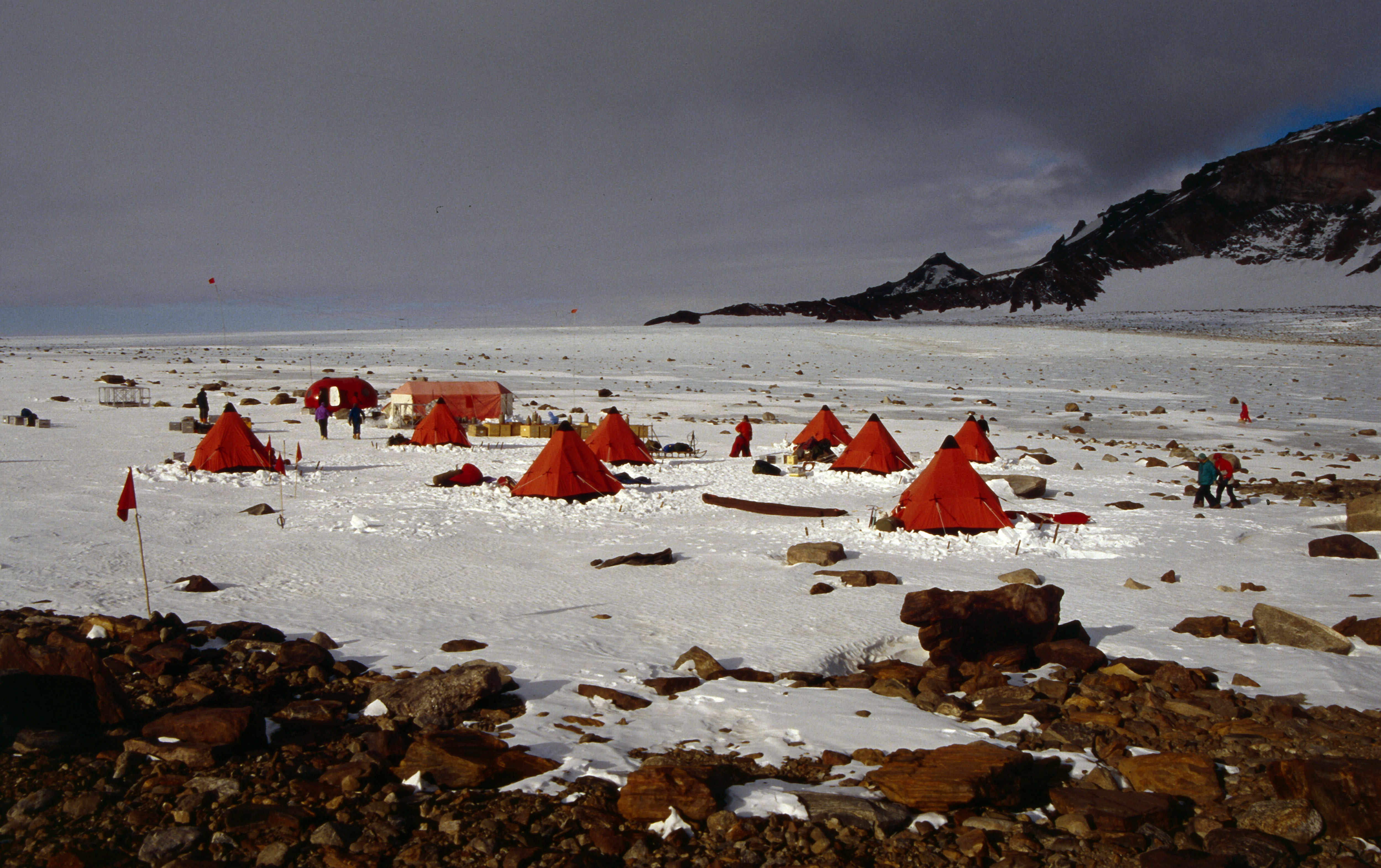
Das Feldlager der GeoMaud-Expedition in den Dallmannbergen

Die Expedition verließ Kapstadt am 10. November 1995 an Bord der POLAR QUEEN und erreichte Kap Ostry am 19. November. Bis zum 24. November dauerte die Entladung und die Einrichtung eines Basislagers in der Schirmacher-Oase bei der russischen Nowolasarewskaja-Station. Nach einigen Erkundungsflügen begann am 4. Dezember der Aufbau eines Zeltlagers in den Dallmannbergen, das die etwa 20 Personen starke Geologie-Gruppe aufnahm. Die vorwiegend mit Helikoptern operierende Geophysik-Gruppe verblieb im Basislager. Zum Transport im Gelände standen zwei Helikopter und zwei Schneemobile zur Verfügung. Kleine Arbeitsgruppen von zwei bis vier Personen arbeiteten im Gelände und fertigten dabei geologischen Karten im Maßstab 1:50.000 an. In besonders interessanten Regionen wurden Satellitencamps errichtet, die einzelnen Teams detaillierte Untersuchungen erlaubten. Am 16. Januar 1996 erfolgte die Verlegung des Hauptlagers rund 90 km weiter nach Osten in die Petermannketten, von wo aus der zweite Abschnitt der Feldarbeiten im Alexander-von-Humboldt-Gebirge und im Wohlthatmassiv durchgeführt wurde. Am 25. Februar wurde das Hauptlager und die noch bestehenden Satellitencamps aufgelöst und die Expedition wieder im Basislager versammelt. Geologische Feldarbeiten in der Schirmacher-Oase und den südlich vorgelagerten Nunataks konnten noch bis zum 1. März durchgeführt werden. Vom 2. bis 9. März 1996 wurde die Expeditionsfracht verladen, auf dem Landweg nach Kap Ostry transportiert und auf die POLAR QUEEN geladen. Am 10. März legte POLAR QUEEN ab und erreichte nach achttägiger Fahrt wieder Kapstadt.

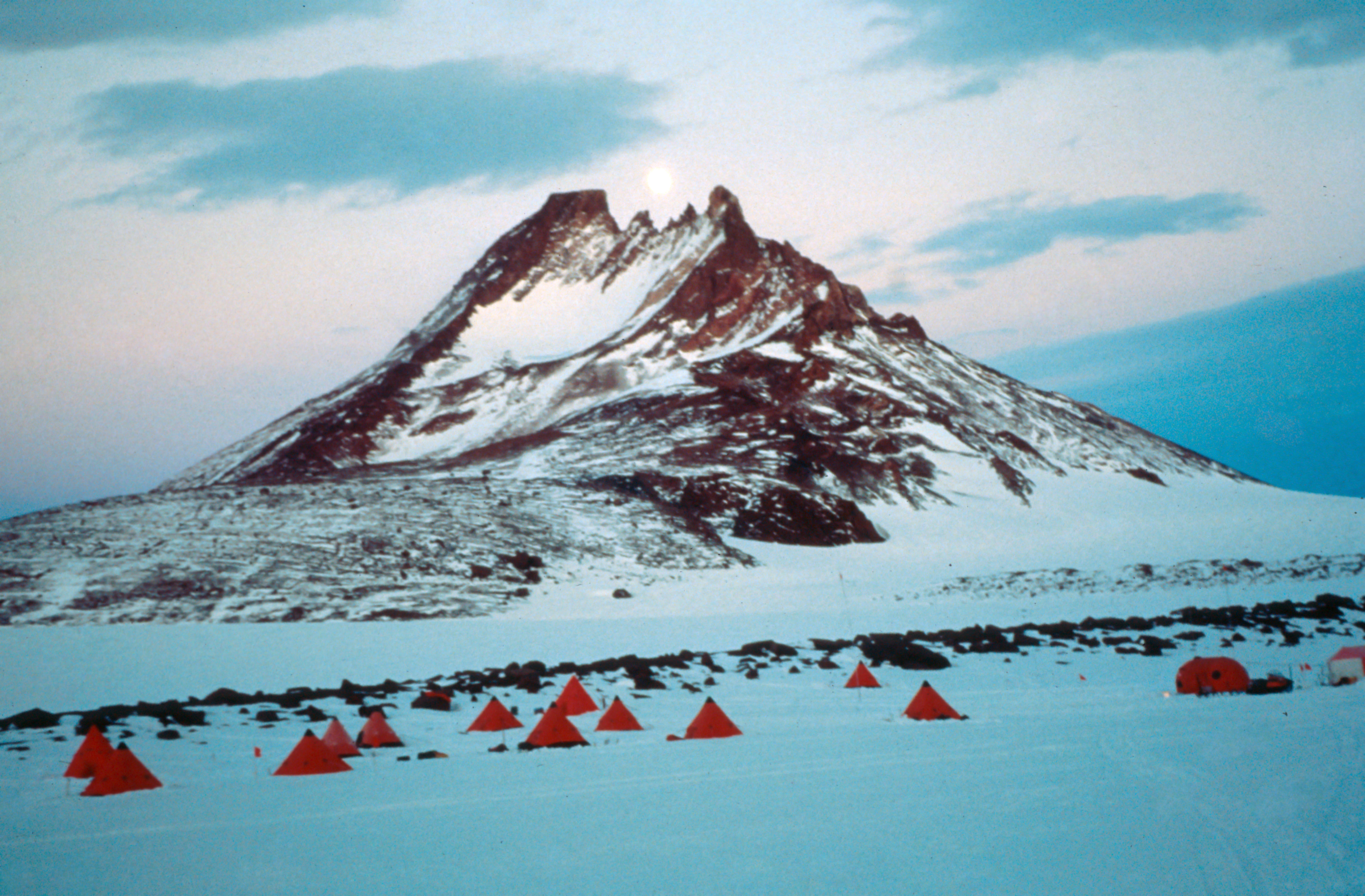
Das Feldcamp der GeoMaud-Expedition am Nordrand der Petermannketten

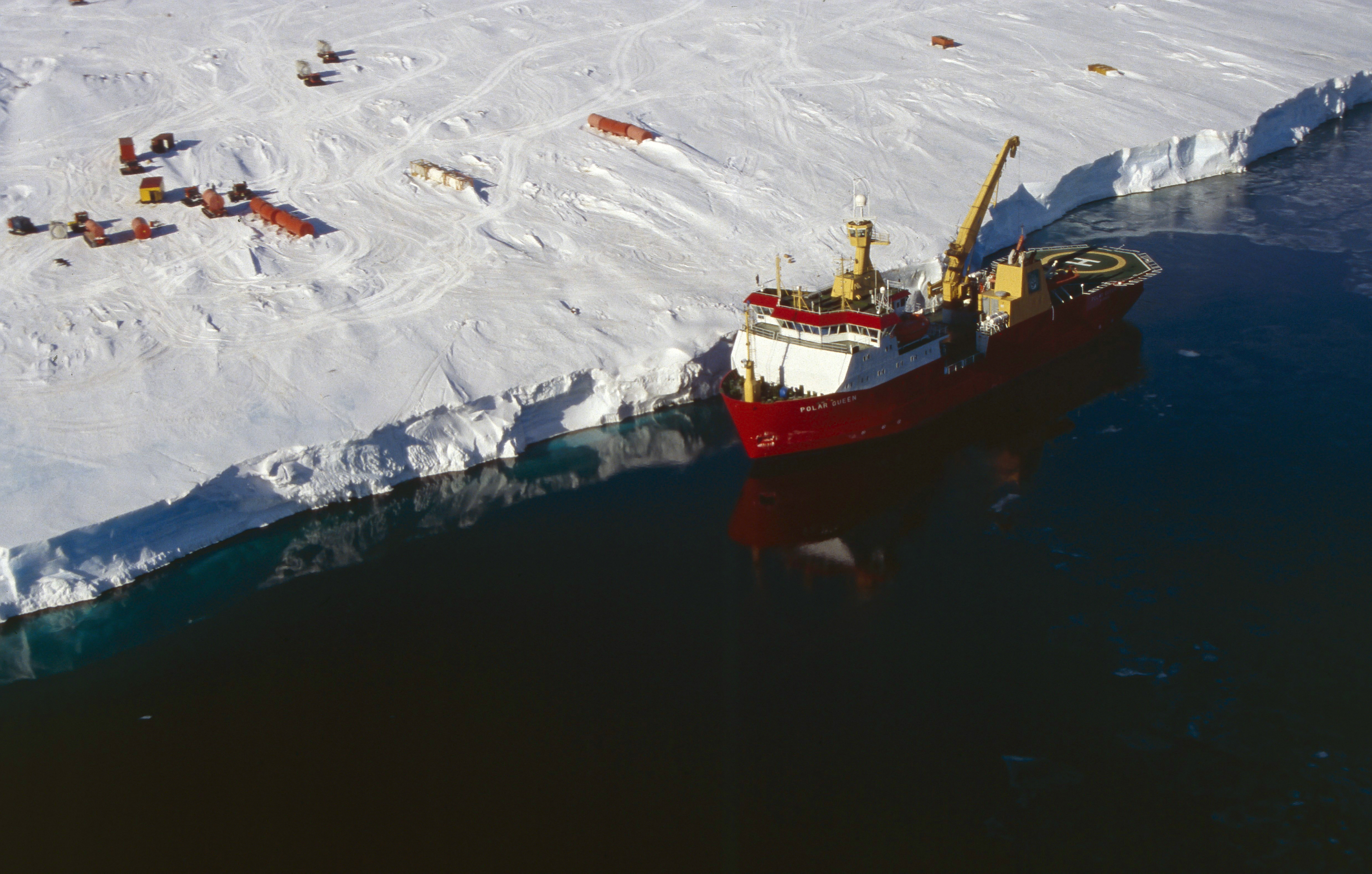
Die Polar Queen am Lasarew-Schelfeis

## Liste der beteiligten Wissenschaftler
| Name                   | Institution                                             | Forschungsgebiet                                     |
| Hans-Jürgen Paech      | Bundesanstalt für Geowissenschaften und Rohstoffe (BGR) | Expeditionsleiter                                    |
| Detlef Damaske         | BGR                                                     | stellvertretender Expeditionsleiter und Aeromagnetik |
| Wilfried Bauer         | RWTH Aachen                                             | Strukturgeologie und Gefügekunde                     |
| Heinz Bennat           | Institut für Angewandte Geodäsie                        | Luftbildfotografie                                   |
| Fabrizio Colombo       | Universität Siena                                       | Petrologie                                           |
| Volkmar Damm           | BGR                                                     | Radioglaziologie                                     |
| Manfred Degutsch       | Universität Münster                                     | Seismik                                              |
| Georg Delisle          | BGR                                                     | Geothermie                                           |
| Günther Druivenga      | NLfB-GGA                                                | Gravimetrie                                          |
| Dieter Eisenburger     | BGR                                                     | Radioglaziologie                                     |
| Friedhelm Henjes-Kunst | BGR                                                     | Geochronologie                                       |
| Wolf-Dieter Hermichen  | Alfred-Wegener-Institut (AWI)                           | Glaziologie                                          |
| Joachim Jacobs         | Universität Bremen                                      | Strukturgeologie und Fission Track Dating            |
| Gregor Markl           | Universität Freiburg                                    | Petrologie                                           |
| Evgeniy Mikhalski      | All-Russisches Institut für Ozeanologie, St. Petersburg | Petrologie                                           |
| Martin Olesch          | Universität Bremen                                      | Petrologie                                           |
| James Perlt            | Universität Dresden                                     | Geodäsie                                             |
| Sandra Piazolo         | Universität Freiburg                                    | Petrologie                                           |
| Gernot Reitmayer       | BGR                                                     | Gravimetrie                                          |
| Norbert Roland         | BGR                                                     | Geochemie                                            |
| Daniel Steinhage       | Universität Münster                                     | Seismik                                              |
| Franco Talarico        | Universität Turin                                       | Petrologie                                           |
| Uli Wand               | AWI                                                     | Glaziologie                                          |

## Ergebnisse
Von den untersuchten eisfreien Gebirgszügen wurde eine neue geologische Karte im Maßstab 1:250.000 erstellt und Proben für Laboruntersuchen entnommen. Darüber hinaus wurden 17.000 km aeromagnetischer Fluglinien, 10.000 km Fluglinien zur Radaruntersuchung der Eismächtigkeit und Messungen der Erdschwere an 159 Punkten vorgenommen. Die Resultate der Untersuchungen wurden bis 2005 veröffentlicht und führten zu einem neuen Modell für die Entwicklung der Kruste in diesem Sektor Antarktikas.
Die Gesteinsserien des zentralen Dronning Maud Landes bestehen aus Gneisen und Amphiboliten, die als Produkte eines vulkanischen Inselbogens interpretiert werden, der im oberen Mesoproterozoikum existierte. Nach seiner Kollision mit dem Kaapvaal-Kraton kam es zu einer ersten tektonischen Überprägung, verbunden mit einer intensiven Gesteinsmetamorphose. Nach einer langen Zeit der Abtragung drangen vor etwa vor 600 Millionen Jahren am Ende des Neoproterozoikums Anorthosit-Plutone in die Kruste ein. Ihren heutigen Faltenbau erhielten die Gebirgsketten zwischen 570 und 520 Millionen Jahren während der Kollision von Ost- und Westgondwana. In die durch Faltungen und Überschiebungen verdickte Erdkruste drangen große Plutone mit syenitischer und granitischer Zusammensetzung ein. Diese Plutone machen heute mehr als 20 % der aufgeschlossenen Felsoberfläche aus.
Nach der Bildung dieses Gebirgszuges, der seine Fortsetzung im heutigen Ostafrika hatte, kam es zu einer lange anhaltenden Phase der Abtragung und Einebnung. Vor rund 180 Millionen Jahren begann der Superkontinent Gondwana zu zerbrechen, in Bruchzonen der Kruste drangen Basaltschmelzen ein, die als Gänge erstarrten. Seit dieser Zeit fand auch eine Hebung der Kruste um durchschnittlich 1 mm pro Jahr statt und die Herausbildung des heutigen Reliefs begann.